# 御斎所洞門
御斎所洞門（ございしょどうもん）は、福島県いわき市遠野町の福島県道14号いわき石川線御斎所峠にあるトンネル。ここでは、隣接する御斎所トンネルについても記述する。
御斎所峠は、鮫川渓谷の100mを越す断崖にはさまれ急峻な地形を縫うように通っていた。この状況を改良するため、平成に入り新道が建設された。

## 御斎所洞門
旧道
1890年（明治23年）頃に行われた改良工事で、10mほどの自然岩を手彫りでくりぬいた洞門が作られ、景勝地として親しまれた。1932年（昭和7年）には車道化の為に拡幅工事も行われ利用されてきたが、モータリゼーションの進行と共に通行の安全性が問題となり、1986年（昭和61年）の改修工事と共に取り壊された。旧道部は熊野神社、茶屋があるため維持されている。
新道
- 全長：177.0m
- 幅員：6.5（9.0）m
- 有効高：4.7m
- 工法：NATM工法
- 施工：錦興業[1]

1998年度より緊急地方道整備事業皿貝工区（全長240m）として建設された。1999年11月9日に起工され、2000年3月6日に貫通、12月17日に開通した。前述の旧洞門の面影を引き継ぐかのごとく厳しい装飾が抗口に施され、その名も引き継いでいる。総事業費は7億2000万円。

## 御斎所トンネル
- 全長：685.0m
- 幅員：6.5（9.0）m
- 工法：NATM工法（上部半断面先進ベンチカット工法）
- 竣工：1995年3月
- 施工：常磐開発・錦興業・渡辺組特定建設工事共同企業体

御斎所洞門西側の狭隘区間の解消のために1992年度より地方道改築事業として建設された。1993年2月8日に起工され、1994年7月6日に貫通し、1995年9月13日に開通した。総工費は16億9300万円。